# Bahnhof Echterdingen
Der Bahnhof Echterdingen liegt am Streckenkilometer 22,7 der Bahnstrecke Stuttgart-Rohr–Filderstadt und ist eine Station im Netz der S-Bahn Stuttgart. Gemäß der Eisenbahn-Bau- und Betriebsordnung handelt es sich jedoch nicht um einen Bahnhof, sondern um einen Haltepunkt.

## Geschichte

### Filderbahnzeit
Echterdingens erster Schienenanschluss erfolgte am 12. Dezember 1888, als die Filderbahn-Gesellschaft die schmalspurige Dampfstraßenbahnlinie Degerloch–Möhringen–Hohenheim eröffnete. Der Haltepunkt lag auf Möhringer Gemarkung, am Gasthof Landhaus, an der Kreuzung der Straße von Degerloch nach Echterdingen und der von Möhringen nach Plieningen. Die Entfernung zum Ort selbst betrug rund vier Kilometer. Für die Reisenden wurde eine Schutzhütte eingerichtet.

Gasthof Landhaus bei Möhringen mit Haltestelle Echterdingen (ab 1897 Landhaus) um 1900

Am 22. August 1891 begannen die Planungen für eine neue Strecke von Möhringen nach Echterdingen, dessen Bau das Außenministerium am 14. April 1896 genehmigte. Die Schmalspurbahn führte von Echterdingen weiter bis Neuhausen. Ihre feierliche Einweihung fand am 23. Dezember 1897 statt, tags darauf begann der Regelbetrieb. Ebenfalls am 24. Dezember 1897 erhielt die Station an der Strecke Möhringen–Hohenheim die Bezeichnung Landhaus. Noch heute findet sich im Netzplan der Stuttgarter Straßenbahnen AG dieser Name. Aufgrund der Trassenverlegung im Jahr 1906 liegt die bestehende Haltestelle allerdings weiter südlich.
Das Echterdinger Bahnhofsgebäude existiert nicht mehr. Es handelte sich um einen Einheitsbahnhof vom Typ IIIa mit einem langen Güterschuppen. Er glich somit dem noch erhaltenen Gebäude in Bernhausen. Im Erdgeschoss befanden sich ein Dienstraum und zwei Warteräume, in den zwei oberen Geschossen eine Wohnung. Die Umspurung auf Normalspur der Strecke Möhringen–Neuhausen erfolgte bereits am 1. November 1902.

### Streckenübernahme und Stilllegung
Am 1. Oktober 1920 eröffnete die Deutsche Reichsbahn die Bahnstrecke Rohr–Echterdingen. Von der Stadt Stuttgart, die die Filderbahn aufkaufte, erwarb sie den Abschnitt Echterdingen–Neuhausen. Gleichzeitig entfiel die Verbindung von Unteraichen nach Echterdingen. Auf der als Ausgleich gebauten Strecke von Unteraichen nach Leinfelden, stellte die Städtische Filderbahn den Personenverkehr 1922 ein.
Die Personenzüge nach Vaihingen hatten nicht den erhofften Zulauf. Die Gemeindeverwaltungen von Echterdingen und Leinfelden verhandelten daher mit der Stadtverwaltung Stuttgart, der Reichsbahn und der Stuttgarter Straßenbahnen AG über  einen Anschluss nach Möhringen. Im Frühjahr 1927 begannen die Bauarbeiten und am 31. März 1928 erreichte die erste Überlandstraßenbahn die Endhaltestelle Echterdingen-Ort. Die Bahnstrecke der Reichsbahn verlor dadurch kontinuierlich an Bedeutung, bis die Deutsche Bundesbahn den Personenverkehr am 1. August 1955 einstellte.

### Reaktivierung
In den 1960er Jahren führte der Verkehrsexperte Professor Walther Lambert Untersuchungen zur Errichtung eines S-Bahnnetzes für Stuttgart und das Umland durch. Er befürwortete die Reaktivierung der Strecke Stuttgart-Rohr–Echterdingen und von dort aus eine neue Trasse zum Flughafen.
Die Bundesbahn begann 1984 mit dem zweigleisigen Ausbau und der Elektrifizierung. Die Fertigstellung nahm mehr Zeit in Anspruch, als geplant und konnte erst am 18. April 1993 erfolgen. Das alte Empfangsgebäude wurde abgerissen und der neue Bahnhof als Trogbauwerk angelegt. Gründe dafür sind die Einführung in die neue Trasse zum Flughafen, die Vermeidung eines Bahnübergangs der Hauptstraße und der Lärmschutz. An der westlichen Filderbahnstraße entstand ein neuer Platz mit sechs Bussteigen (davon zwei an der Hauptstraße), sowie zwei Zugängen zum Bahnhof, der über einen Mittelbahnsteig verfügt. Ein Steg mit Bahnsteigzugang auf Höhe der Burgstraße verbindet die Filderbahnstraße mit der Ziegeleistraße und dem Wohngebiet In den Gärtlesäckern (1993 noch unbebaut). Östlich davon überspannt ein Parkhaus die zwei Gleise.
Das Anfang der 1980er errichtete Parkhaus soll für 4 Millionen Euro saniert werden.

## Bahnbetrieb
Der Haltepunkt wird von den Linien S2 und S3 der S-Bahn Stuttgart bedient. Gleis 1 dient den Zügen Richtung Rohr, Gleis 2 denen Richtung Flughafen/Messe.
Der Bahnhof Echterdingen gehört bei DB InfraGO zur Preisklasse 4.

### S-Bahn
| Linie | Strecke |
| ----- | --- |
| S 2   | Schorndorf – Weinstadt – Waiblingen – Bad Cannstatt – Hauptbahnhof – Schwabstraße – Vaihingen – Rohr – Flughafen/Messe – Filderstadt (Verstärkerzüge im Berufsverkehr zwischen Schorndorf und Vaihingen.) |
| S 3   | Backnang – Winnenden – Waiblingen – Bad Cannstatt – Hauptbahnhof – Vaihingen – Rohr – Flughafen/Messe (Verstärkerzüge im Berufsverkehr zwischen Backnang und Vaihingen.)                                  |